# Cueva Bonita
La Cueva Bonita es una cueva volcánica situada en la isla de La Palma (Canarias, España), en la costa del municipio de Tijarafe, cerca del Porís de Candelaria. Se trata de una cueva ubicada en el acantilado costero, labrada por la acción marina, por lo que se clasifica como una cueva secundaria erosiva encajada en materiales volcánicos.
Es una caverna con dos bocas de entrada, la Norte con 16,8 metros de ancho, y la sur con 9,76 metros. En el interior la cueva tiene 84 metros de ancho, 105 de profundidad y 10 metros de altura sobre el nivel de las aguas. Varios meses al año el sol del ocaso entra por el norte, iluminando el interior con tonos que cambian por minutos, de ahí su particularidad.
Con la bajamar se puede desembarcar en una playa de callaos.